# Belvézet
Belvézet is een kleine gemeente in het Franse departement Gard (regio Occitanie) dicht bij Uzès. In 2004 telde de gemeente 223 inwoners. De plaats maakt deel uit van het arrondissement Nîmes.

## Geografie
De oppervlakte van Belvézet bedraagt 21,3 km², de bevolkingsdichtheid is er laag: 10,5 inwoners per km² (te vergelijken met het gemiddelde voor Frankrijk dat 104 inwoners per km² bedraagt).
De onderstaande kaart toont de ligging van Belvézet met de belangrijkste infrastructuur en aangrenzende gemeenten.

## Demografie
Onderstaande figuur toont het verloop van het inwonertal sinds 1962 (bron: INSEE-tellingen).